# Joaquim José de Queirós
Joaquim José de Queirós (Quintãs, Eixo (Aveiro), 9 de Janeiro de 1774 — Verdemilho, Aradas, 16 de Abril de 1850), conhecido por Conselheiro Queirós, foi um jurista, magistrado e político que, entre outras funções, foi Ministro da Justiça no 17.º governo da Monarquia Constitucional, presidido pelo duque de Saldanha. Joaquim José de Queirós foi avô paterno do escritor Eça de Queirós.

## Biografia
Joaquim José de Queirós nasceu nas Quintãs, Eixo, filho de José Marcelino Próspero Teixeira de Queirós, escrivão, e de Joana Leonor de Sousa e Almeida, uma família ligada à aristocracia local, com origem em Verdemilho (Aradas). 
Formado bacharel em Direito pela Universidade de Coimbra no ano de 1804, ingressou na carreira da magistratura e em 1812 foi nomeado juiz de fora em Azurara da Beira (actualmente Mangualde). Em 1817 pediu transferência para o Brasil, sendo nomeado ouvidor em Recife, Pernambuco, onde tomou posse a 15 de Abril de 1818. A 11 de Fevereiro de 1822 foi promovido a juiz desembargador do Tribunal da Relação da Bahia, mas com exercício no Tribunal da Relação do Porto.
Casou no Brasil com Teodora Joaquina de Almeida, com a qual teve seis filhos, entre os quais José Maria de Almeida Teixeira de Queirós, pai do escritor José Maria de Eça de Queirós.
Foi membro da loja maçónica Santos Mártires, situada no Alboi (Aveiro), da qual faziam parte muitos intelectuais e profissionais liberais aveirenses. Foi iniciado antes de 1821, tendo ascendido ao grau de rosa-cruz.
Foi membro da Câmara dos Deputados vintista na legislatura de 1826-1828, tendo organizado um enérgico protesto contra a política anticonstitucional do regente D. Miguel, quando a a 13 de Março de 1828 este dissolveu as Cortes. 
Após a restauração do regime absolutista, regressou a Verdemilho, onde, com outros maçons, esteve na origem das tentativas de revolução liberal que eclodiram nos dias 16 e 17 de Maio de 1828 em Aveiro e na cidade do Porto. Foi o autor da proclamação lida em Aveiro e de cartas solicitando a adesão ao movimento que foram expedidas por emissários para diversas unidades militares de várias cidades portuguesas. Foi secretário da Junta Revolucionária do Porto.
Apoiada no Batalhão de Caçadores n.º 10, a revolta eclodiu em Aveiro pelas 7 da manhã do dia 16 de Maio de 1828, mas foi rapidamente sufocada, sendo presos ou obrigados a fugir os seus mentores. Para além de Joaquim José de Queirós, de entre os presos foram condenados à morte, entre outros, Francisco Manuel Gravito Veiga e Almada, Francisco Silveira de Carvalho, Manuel Luiz Nogueira e Clemente da Silva Melo Soares de Freitas. Joaquim José de Queirós foi um dos que conseguiram fugir.
Julgado em absentia como rebelde pela participação numa conjura em Aveiro, a sentença proferida a 25 de Novembro de 1829 condenava Joaquim José de Queirós a ser conduzido pelas ruas do Porto com baraço e pregão, subindo depois a um cadafalso onde lhe seria decepada a cabeça, sendo depois o corpo reduzido a cinzas.
Entretanto Joaquim José de Queirós tinha escapando para a Galiza e, depois, para Plymouth, procurado refúgio no exílio, primeiro em Inglaterra, depois na França (Laval - Mayenne, f. de 1830 - princ. de 1831) e na Bélgica. Apenas regressou a Portugal em 1834, no termo da Guerra Civil Portuguesa, nas vésperas da assinatura da Convenção de Évora-Monte.
Foi eleito deputado para a legislatura de 1834-1836 pela Província do Douro, prestando juramento a 23 de Agosto de 1834. Nesta legislatura integrou as comissões parlamentares de Estatística, Justiça e Legislação.
Em 1834 foi nomeado juiz desembargador do Tribunal da Relação do Porto, a que viria a presidir, sendo demitido posteriormente pelo seu apoio ao cabralismo. Foi Ministro e Secretário de Estado dos Negócios Eclesiásticos e de Justiça do 17.º governo da Monarquia Constitucional, em funções de 18 de dezembro de 1847 a 21 de fevereiro de 1848. O governo era presidido por João Carlos de Saldanha Oliveira e Daun, duque de Saldanha.
Voltou a ser eleito deputado nas eleições gerais de 28 de Novembro de 1847, para a legislatura de 1848-1851, também pelo círculo eleitoral do Douro. Prestou juramento a 26 de Janeiro de 1848. Faleceu durante a legislatura. 
Após a sua passagem pelo governo recolheu-se à sua casa de Verdemilho, onde faleceu no dia 16 de Abril de 1850. É recordado na toponímia de Verdemilho, Aradas, onde existe a «Rua Conselheiro Queirós».